# Natallja Duchnowa
Natallja Duchnowa (belarussisch Наталля Духнова, englisch Natallia Dukhnova auch russisch Наталья Духнова Natalja Duchnowa, englisch Natalya Dukhnova; * 16. Juli 1966 in Moʻynoq, Usbekische SSR) ist eine ehemalige belarussische Mittelstreckenläuferin, die sich auf die 800-Meter-Distanz spezialisiert hatte.
Bei den Leichtathletik-Weltmeisterschaften 1993 in Stuttgart schied sie im Vorlauf aus. 1994 gewann sie Gold bei den Leichtathletik-Halleneuropameisterschaften in Paris und Silber bei den Leichtathletik-Europameisterschaften in Helsinki, und 1995 erreichte sie bei den Weltmeisterschaften in Göteborg das Halbfinale.
Bei den Olympischen Spielen 1996 in Atlanta wurde sie Siebte über 800 m und kam über 1500 m ins Halbfinale. 1997 gewann sie Silber bei den Hallenweltmeisterschaften in Paris und schied bei den Weltmeisterschaften in Athen im Halbfinale aus. Bei den Europameisterschaften 1998 in Budapest wurde sie Siebte, bei den Weltmeisterschaften 1999 in Sevilla Achte. Bei den Olympischen Spielen 2000 in Sydney und bei den Weltmeisterschaften in Edmonton kam sie nicht über den Vorlauf hinaus.
Fünfmal wurde sie belarussische Meisterin über 800 m (1992, 1993, 1996, 1999, 2003) und zweimal über 1500 m (1996, 1999).

## Persönliche Bestleistungen
- 800 m: 1:57,24 min, 22. Juni 1996, Homel
  - Halle: 1:59,31 min, 9. März 1997, Paris
- 1000 m: 2:36,56 min, 6. Juni 1993, Southampton
  - Halle: 2:35,89 min, 10. Februar 1996, Birmingham
- 1500 m: 4:06,70 min, 2. Juni 1997, Saint-Denis